# Ectopria tachikawai
Ectopria tachikawai là một loài bọ cánh cứng trong họ Psephenidae. Loài này được Satô miêu tả khoa học đầu tiên năm 1968.